# Camí de Santa Fe (pel·lícula)
Camí de Santa Fe (títol original: Santa Fe Trail) és una pel·lícula estatunidenca de Michael Curtiz, estrenada el 1940. Més pel·lícula històrica que western Camí de Santa Fe pren posició contra el fanatisme ideològic, encarnat aquí per John Brown i sosté discretament les posicions sudistes sobre els beneficis d’una lenta abolició de lesclavisme. Ha estat doblada al català.
La pel·lícula ha entrat en el domini públic el 1968, ja que United Artists no va renovar els seus drets d'autor.

## Argument
El 1854, una forta camaraderia uneix set joves oficials americans que acaben la seva formació en la prestigiosa Acadèmia militar de West Point: George Armstrong Custer, Bob Holliday, Philip Sheridan, James Longstreet, John Bell Hood, George Pickett i J.E.B. Stuart. Aquest últim s'oposa a Carl Rader, un altre alumne, partidari de l'abolicionista John Brown. Una baralla té lloc a continuació. Rader és expulsat de l'exèrcit per no haver-ne respectat la neutralitat política.
"Jeb" Stuart i els seus camarades, s'uneixen llavors a la Segona Unitat de Cavalleria aïllada a Fort Leavenworth, a Kansas. La pel·lícula és centrada en la lluita entre l'exèrcit (símbol del poder legal) i John Brown que manté una agitació constant en aquest territori amb l’ajuda activa de Rader. John Brown, interpretat per Raymond Massey és un fanàtic intolerant a punt per matar i per sacrificar els seus propis fills per la causa abolicionista. La manera com interpreta aquest personatge persuadit d’actuar en nom de Déu acaba sembrant el trastorn en l'esperit de l'espectador d’avui. John Brown s'acaba anant de Kansas.
Custer i Stuart s'enamoren de Kit Carson Holliday, filla d'un ric constructor de vies fèrries Cyrus K. Holliday. Però la rivalitat amorosa no trava en res la seva amistat, igual com les posicions diferents dels set joves oficials sobre l'esclavitud no són un fre a la seva camaraderia. Abans de la seva marxa de Fort Leavenworth, els joves es riuen d’una vella índia que els prediu que seran aviat enemics.
L'epíleg de la pel·lícula té lloc a la riba del riu Potomac. Custer i Stuart que han estat traslladats a Washington D.C., participen en l’assalt de l’arsenal federal de Harpers Ferry. Algunes hores abans, aquest magatzem de municions havia estat investigat per Brown i els seus partidaris en l'esperança de trobar-hi municions per a una revolta generalitzada dels esclaus negres.
La pel·lícula s'acaba amb el matrimoni de J.E.B. Stuart i de Kit Carson Holliday.

## Anàlisi
Les referències històriques de Camí de Santa Fe són destinades al públic americà. Un bon nombre de personatges, incloent-hi l'heroi J.E.B. Stuart han existit realment. Stuart va ser oficial a Kansas però en el marc de les guerras índies. Va participar en l’assalt de l’arsenal federal de Harpers Ferry sota els ordres de Robert Lee, on va portar la petició de rendició abans de l’assalt final. Els sis oficials que acompanyen l'heroi a Fort Leavenworth han existit tots, excepte Bob Holliday, el paper del qual es limita a presentar la seva germana, Kit Carson Holliday, un altre personatge fictici a Stuart. Han estudiat a l'Acadèmia militar de West Point però en promocions diferents. Són coneguts del públic americà per al seu paper en la guerra de Secessió o en les guerras índies. Si el guionista els ha reunit, fent cas omís de tota versemblança històrica, és per ensenyar millor com l’amistat i la solidaritat d’aquests germans d’armes serà trencada per un conflicte que hauria pogut ser resolt pacíficament sense el fanatisme dels abolicionistes.
J.E.B Stuart, James Longstreet, John Hood, George Pickett han combatut al camp sudista durant la Guerra de Secessió Georges Armstrong Custer, Philip Sheridan són nordistes. Altres personatges històrics apareixen a la pel·lícula. Qui dona als alumnes-oficials el seu diploma al final de la seva formació, és Jefferson Davis, ministre de la guerra el 1854 i futur presideixen dels Estats Confederats d'Amèrica secessionistes. Robert Lee va ser director de West Point en aquell temps on Stuart va anar a l’acadèmia militar. És el futur general en cap de l'exèrcit sudista durant la Guerra de Secessió.
El camp dels Sudistes és presentat com a moderat, preocupat per prohibir el dret dels Estats de la Unió a legislar a la seva manera sobre l'esclavitud. Carl Rader (fictici), l’oficial expulsat de West Point i partidari de l’abolicionista John Brown està abans de tot interessat pels diners. Acaba traint el seu cap per tocar la recompensa vinculada a la seva captura. És fàcil veure que a semblança d’Allò que el vent s'endugué, la pel·lícula és una defensa judicial per al Sud i els seus valors vistos com a cavallerescos. S'hi veuen fins i tot negres, amagats per Brown a Kansas, lamentant haver estat alliberats i volent tornar a Texas. Tanmateix, cal no oblidar que aquesta pel·lícula ha estat rodada el 1940. En aquesta època els Estats Units són segregacionistes. La pel·lícula no fa més que reflectir els prejudicis comuns i les ferides, encara mal cicatritzades d’una guerra civil. A més, els Estats Units són el 1940 en mig d’un debat sobre l’oportunitat d’una intervenció a Europa o sobre la continuació d’una política aïllacionista. És difícil no fer un paral·lelisme amb aquesta obra els protagonistes de la qual refusen la guerra per a ideals (l’abolició de l'esclavitud) i prediquen la unió com a valor suprem dels Estats Units.
No és abusiu dir que aquesta pel·lícula se situa en una perspectiva "revisionista" de la història dels EUA. En efecte, dir el 1940 que l'esclavitud hauria trobat una solució pacífica per la voluntat dels sudistes d'abolir-lo progressivament és una contraveritat històrica patent. Efectivament, les motivacions oficials dels Confederats eren de fer respectar els Drets dels Estats, la pregunta de l'Esclavitud havia pres una dimensió central en el debat polític als EUA, com el famós compromís "Mason-Dixon" no havia fet que retardar una guerra civil que havia estat a punt d’esclatar el 1850, després dels sagnants incidents del "Bloody Kansas".
Igualment hom es pot preguntar per la presentació maniquea dels protagonistes. D'un costat els abolicionistes, presentats com gent cobdiciosa, covarda, hipòcrita i violenta, intentant provocar la guerra, i de l'altra els sudistes, verdaders cavallers, moderats, valents, patriotes, pacifistes i desinteressats, no volent més que la pau, llavors la veritat històrica és que són veritablement els sudistes que van iniciar la guerra després de l'elecció de Lincoln!

## Repartiment
- Errol Flynn: "Jeb" Stuart
- Olivia de Havilland: Kit Carson Holliday
- Raymond Massey: John Brown
- Ronald Reagan: George Armstrong Custer
- Alan Hale: Tex Bell
- William Lundigan: Bob Holliday
- Van Heflin: Carl Rader
- Gene Reynolds: Jason Brown
- Henry O'Neill: Cyrus K. Holliday
- Guinn "Big Boy" Williams: Windy Brody
- Alan Baxter: Oliver Brown
- John Litel: Martin
- Moroni Olsen: Coronel Robert E. Lee
- David Bruce: Phil Sheridan
- Hobart Cavanaugh: Doyle
- Charles D. Brown: Major Sumner
- Joe Sawyer: Kitzmiller
- Frank Wilcox: James Longstreet
- Ward Bond: Townley
- Russell Simpson: Shubel Morgan
- Charles Middleton: Gentry
- Erville Alderson: Jefferson Davis
- Spencer Charters: Cap
- Susan Peters: Charlotte Davis
- William Marshall: George Pickett
- George Haywood: John Hood
- Russell Hicks: Dr. J. Boyce Russell

I, entre els actors que no surten als crèdits:
- Theresa Harris: Una dona de fer feina
- Nestor Paiva: Un abolicionista
- Ernest Whitman: Un home a la granja

## Al voltant de la pel·lícula
Després d'haver estat l'amic de Custer en aquesta pel·lícula, Errol Flynn interpreta l'any següent, el 1941, el paper del general George Armstrong Custer a Van morir amb les botes posades.
Olivia de Havilland interpreta per setena i penúltima vegada amb Errol Flynn, que ella no podia suportar. Interpreta un personatge de nom improbable Kit Carson Holliday. Aquest nom és una picada d’ull a dos herois de la conquesta de l’Oest, Kit Carson i Doc Holliday.
Cyrus K. Holliday ha existit verdaderament. Va construir la línia de ferrocarril Topeka-Santa Fe. Va tenir dos fills que no es deien ni Bob, ni Kit, sinó Lillie i Charles King.
La pel·lícula va tenir un gran èxit als Estats Units el 1940.